# Dean (nome)
Dean  è un nome proprio di persona inglese maschile.

## Varianti
- Maschili: Dene[1]
- Femminili: Deanna[1]

## Origine e diffusione
Riprende il cognome inglese Dean, che può avere due differenti origini: da una parte deriva dal medio inglese dene o denn, che vuol dire "valle", dall'altra è di origine occupazionale, e si riferiva a un uomo che fosse decano o che lavorasse per un decano (dal medio inglese deen, a sua volta dal latino decanus).

## Onomastico
Il nome è adespota, ovvero non è portato da alcun santo, e l'onomastico si può festeggiare il 1º novembre, giorno di Ognissanti. Si segnala tuttavia un beato che lo porta come cognome, Guglielmo Dean, martire con altri compagni a Londra.

## Persone

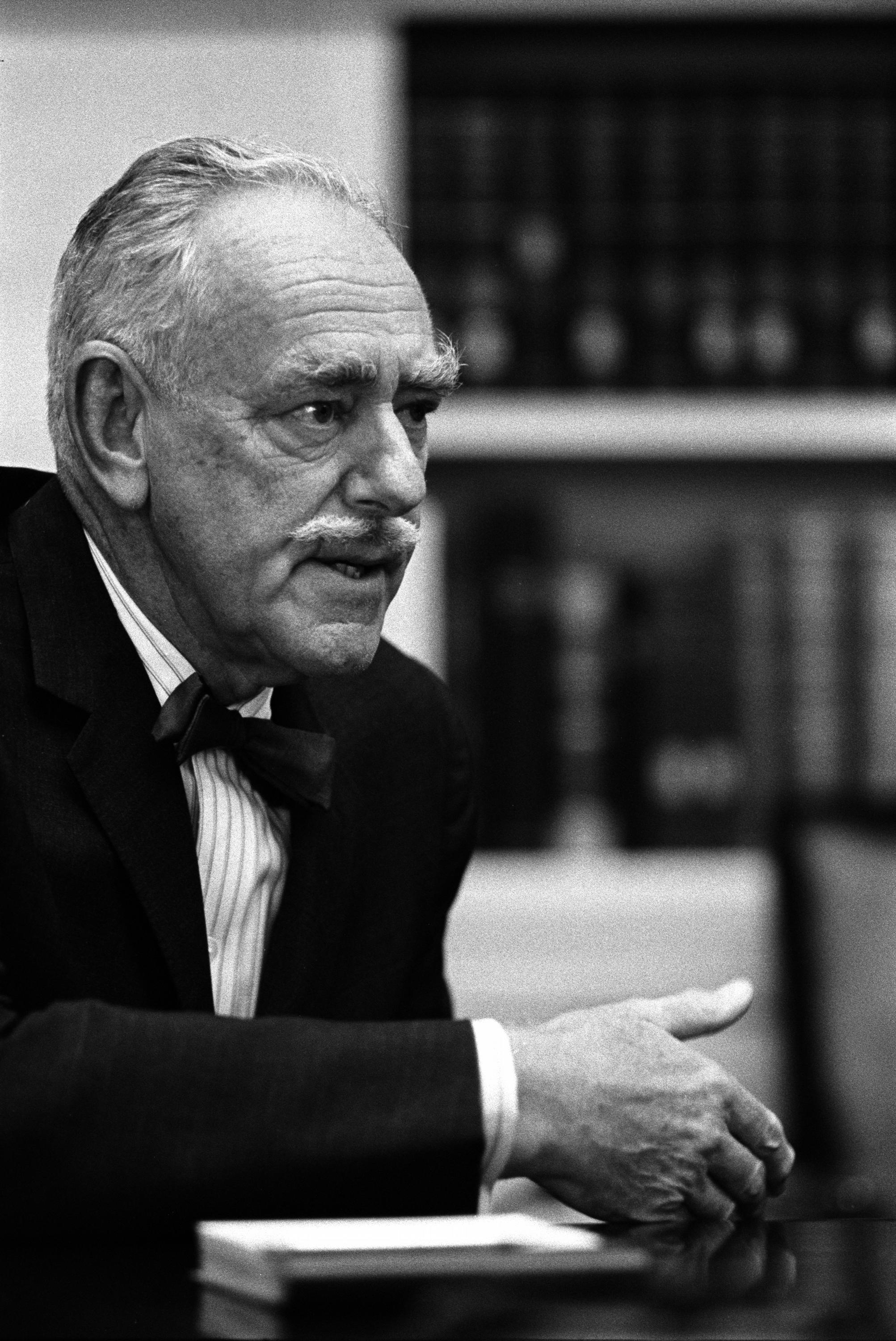
Dean Acheson

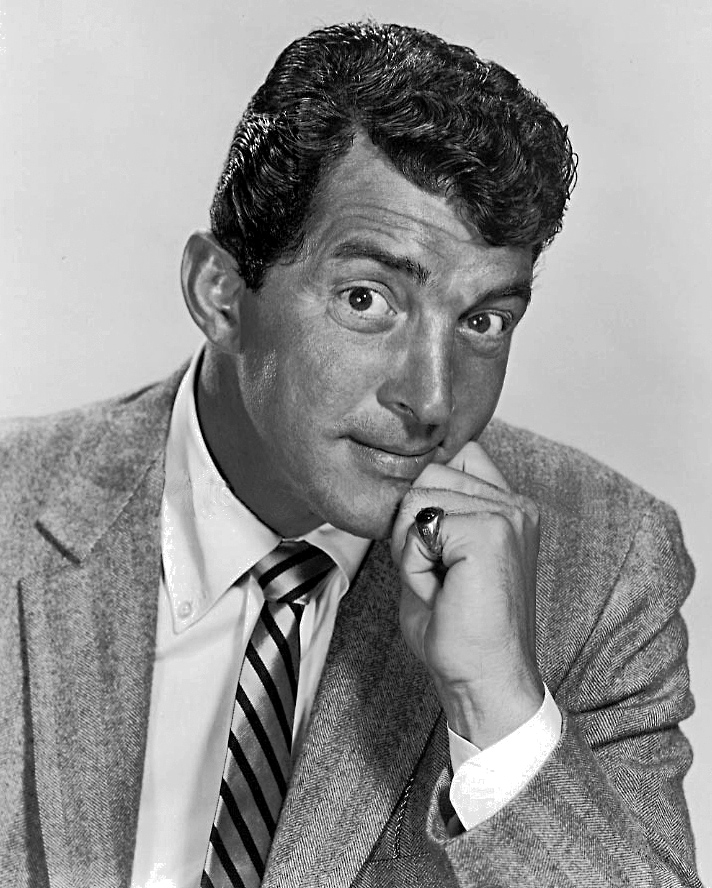
Dean Martin

- Dean Acheson, politico statunitense
- Dean Ashton, calciatore britannico
- Dean Benedetti, sassofonista e compositore statunitense
- Dean Cain, attore statunitense
- Dean Fujioka, attore, artista e modello giapponese
- Dean Harrington, attore, doppiatore e stuntman statunitense
- Dean Heller, politico statunitense
- Dean Jagger, attore statunitense
- Dean Jones, attore statunitense
- Dean Karnazes, atleta statunitense
- Dean Martin, cantante e attore statunitense
- Dean Norris, attore statunitense
- Dean O'Gorman, attore e fotografo neozelandese
- Dean Reed, attore e cantante statunitense
- Dean Rusk, politico statunitense
- Dean Spielmann, avvocato lussemburghese
- Dean Stockwell, attore statunitense
- Dean Windass, calciatore britannico

## Il nome nelle arti
- Dean Forester è un personaggio della serie televisiva Una mamma per amica.
- Dean Thomas è un personaggio dei romanzi e film della serie Harry Potter, creata da J. K. Rowling.
- Dean Winchester è un personaggio della serie televisiva Supernatural.